# هادی اسلامی
هادی اسلامی (۱۷ آبان ۱۳۱۸ – ۹ مرداد ۱۳۷۲) بازیگر ایرانی بود. او در سال ۱۳۶۴، برای بازی در فیلم اتوبوس برندهٔ لوح زرین بهترین بازیگر مرد جشنوارهٔ فیلم فجر شد. فیلم‌های سرب، خواستگاری، اتوبوس و دست شیطان از جمله آثار شاخص وی در عرصه سینما بودند.

## زندگی‌نامه
هادی اسلامی ۱۷ آبان ۱۳۱۸ در محله پامنار، تهران به دنیا آمد و فعالیت هنری خود همزمان با تحصیل در دبیرستان دارالفنون آغاز کرد. سپس در دانشکده تئاتر به تحصیل پرداخت و با مدرک فوق‌دیپلمِ این رشته، در سال ۱۳۴۲ فارغ‌التحصیل شد. وی در همان سال با بازی در نمایشنامه روسری قرمز به جرگه هنرمندان تئاتر پیوست. اسلامی از زمان تحصیل در دبیرستان به بازیگری در تئاتر پرداخت و پس از اتمام تحصیلات متوسطه در سال ۱۳۴۶ نمایشنامه زیرگذر لوطی صالح را که خود او آن را نوشته بود به صحنه برد که با موفقیت فراوان روبرو شد.
در پی آن هادی اسلامی کار در تئاتر را با دلگرمی بیشتر ادامه داد تا پس از انقلاب که در سال ۱۳۵۸ بازی در سینما را نیز آغاز کرد. نخستین فیلمی که از او به نمایش درآمد دست شیطان (۱۳۶۰) نام داشت و پس از آن به کار بازیگری در سینما به‌طور مداوم ادامه داد و در فیلم‌های متعددی در نقش‌های متفاوت ظاهر شد کهموج طوفان، مرگ سفید، ملخ زدگان، مترسک، اتوبوس (برای بازی در این فیلم جایزه بهترین بازیگر نقش اول را از چهارمین جشنواره فیلم فجر کسب کرد) آوار، معما، میهمانی خصوصی، قصه زندگی، آشیانه مهر، مقاومت، بهار در پائیز، جهیزیه برای رباب، سرب، شاخه‌های بید، خواستگاری، دل نمک، قطب مخوف، شتاب‌زده، ساده‌لوح، مستأجر، طعمه از آثار او به به‌شمار می‌روند.
هادی اسلامی در طرح ارزشیابی هنرمندان به کسب درجه دکترای تئاتر نائل گردید. او در چهارمین جشنواره بین‌المللی فیلم فجر در سال ۱۳۶۴ در تهران، برنده جایزه بهترین بازیگر مرد برای فیلم اتوبوس شد.
هادی اسلامی علاوه بر سینما در چند سریال تلویزیونی از جمله مرغ حق در نقش سید حسن مدرس بازی کرده بود.

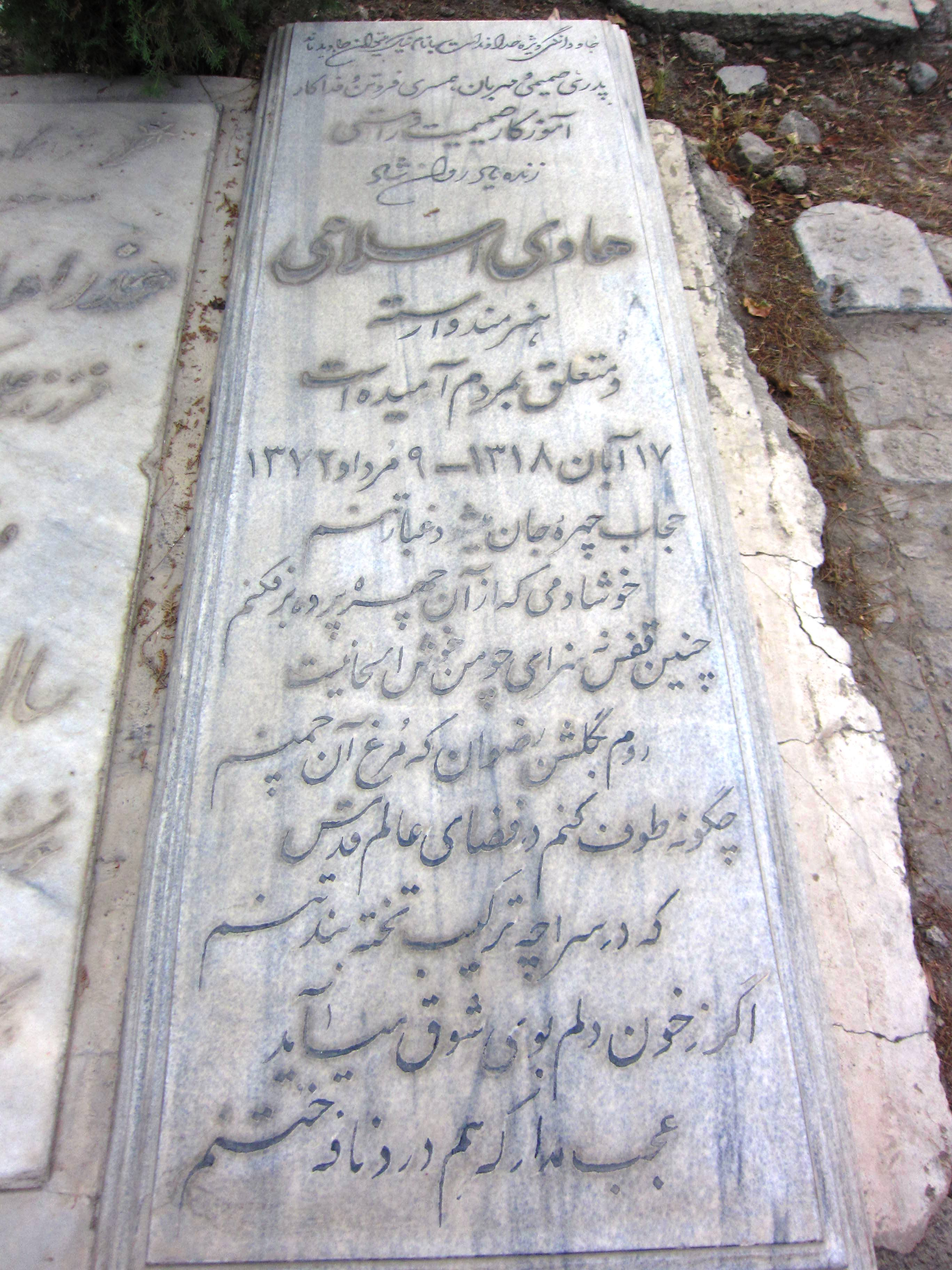
آرامگاه هادی اسلامی در گورستان ابن‌بابویه، شهر ری

وی که قصد داشت نمایشنامه زیرگذر لوطی صالح را مجدداً روی صحنه بیاورد در صبح روز پنجشنبه نهم مرداد ماه ۱۳۷۲ در تهران بر اثر سکته قلبی درگذشت. پیکر هادی اسلامی در جمعیت انبوه مشتاقان در روز نهم مرداد سال ۱۳۷۲ در تالار وحدت بدرقه شد و در آرامگاه ابن بابویه در کنار مادرش به خاک سپرده شد.

## جوایز
- برنده لوح زرین بهترین بازیگر نقش اول مرد (اتوبوس) دوره ۴ جشنواره فیلم فجر (مسابقه سینمای ایران) - سال ۱۳۶۴
- کاندید سیمرغ بلورین بهترین بازیگر نقش اول مرد (سرب) دوره ۷ جشنواره فیلم فجر (مسابقه سینمای ایران) - سال ۱۳۶۷
- کاندید سیمرغ بلورین بهترین بازیگر نقش مکمل مرد (طعمه) دوره ۱۱ جشنواره فیلم فجر (مسابقه سینمای ایران) - سال ۱۳۷۱
- برنده جایزه بهترین بازیگر مرد (سرب) جشنواره بین‌المللی فیلم نیویورک - سال ۲۰۰۴[۴][۵]

## فعالیت هنری
- فارغ‌التحصیل تئاتر از دانشکده هنرهای دراماتیک در سال ۱۳۴۲.
- شروع فعالیت سینمایی با بازی در فیلم «قدیس» (ناصر محمدی) در سال ۱۳۵۹.
- برنده لوح زرین بهترین بازیگر نقش اول در چهارمین جشنواره فیلم فجر برای بازی در فیلم «اتوبوس» (یدالله صمدی) در سال ۱۳۶۴.

### سینما
| سال  | نام فیلم                  | نقش           | کارگردان         |
| ---- | ------------------------- | ------------- | ---------------- |
| ۱۳۷۲ | بدل                       |               | جهانگیر جهانگیری |
| ۱۳۷۲ | سهراب تا سهراب (قطب مخوف) | سهراب         |                  |
| ۱۳۷۱ | طعمه                      | پیردوست       | فرامرز صدیقی     |
| ۱۳۷۱ | مستأجر                    | اکبر نفتی     | رحیم رحیمی پور   |
| ۱۳۷۰ | تبعیدی‌ها                  | سید علی محمدی | جهانگیر جهانگیری |
| ۱۳۷۰ | ساده‌لوح                   | غلام          | مهدی فخیم‌زاده    |
| ۱۳۷۰ | شتاب‌زده                   | جواد          | مهدی فخیم‌زاده    |
| ۱۳۶۸ | خواستگاری                 | آقاجون        | مهدی فخیم‌زاده    |
| ۱۳۶۸ | دل نمک                    | پیرمرد        | امیر قویدل       |
| ۱۳۶۷ | سرب                       | نوری          | مسعود کیمیایی    |
| ۱۳۶۷ | شاخه‌های بید               | خالو مراد     | امرالله احمدجو   |
| ۱۳۶۶ | بهار در پاییز             | هادی          | مهدی فخیم‌زاده    |
| ۱۳۶۶ | جهیزیه‌ای برای رباب        | علی ویس       | سیامک شایقی      |
| ۱۳۶۵ | قصه زندگی                 |               | خسرو شجاعی       |
| ۱۳۶۵ | معما                      | رضا           | حسین زندباف      |
| ۱۳۶۵ | مقاومت                    | ناخدا عبدل    | احمد نیک‌آذر      |
| ۱۳۶۵ | میهمانی خصوصی             | محمدتقی مشار  | حسن هدایت        |
| ۱۳۶۴ | آوار                      | اسماعیل       | سیروس الوند      |
| ۱۳۶۴ | اتوبوس                    | نعمت          | یدالله صمدی      |
| ۱۳۶۳ | آشیانه مهر                |               | جلال مقدم        |
| ۱۳۶۲ | مترسک                     |               | حسن محمدزاده     |
| ۱۳۶۲ | مرگ سفید                  | ناخدا عبدل    | حسین زندباف      |
| ۱۳۶۲ | ملخ زدگان                 |               | ناصر محمدی       |
| ۱۳۶۰ | دست شیطان                 | مامور امنیتی  | حسین زندباف      |
| ۱۳۶۰ | قدیس                      |               | ناصر محمدی       |
| ۱۳۵۹ | آقای هیروگلیف             | کارگر معدن    | غلامعلی عرفان    |
| ۱۳۵۹ | موج طوفان                 |               | منوچهر احمدی     |

### تلویزیون
- سمک عیار (۱۳۵۴–۱۳۵۳)
- دلیران تنگستان (۱۳۵۳)
- روزگار وصل (۱۳۷۱)
- بازنشستگی (۱۳۷۱)
- هشت‌بهشت (۱۳۶۹)
- جُنگی برای فردا (۱۳۶۴)
- مرغ حق (۱۳۶۵)